# 17653 Bochner
17653 Bochner este un asteroid din centura principală de asteroizi.

## Descriere
17653 Bochner este un asteroid din centura principală de asteroizi. A fost descoperit pe 10 noiembrie 1996 la Prescott (Arizona) de Paul G. Comba. Asteroidul prezintă o orbită caracterizată de o semiaxă mare de 2,67 ua, o excentricitate de 0,22 și o înclinație de 12,3° în raport cu ecliptica.